# Michael Cera
Michael Cera, nascut Michael Austin Cera (Brampton, Ontario, 7 de juny de 1988) és un actor canadenc.

## Biografia
Michael va néixer a Brampton, al Canadà, fill de Linda, nativa del Quebec, i de Luigi Cera, un tècnic de la Xerox originari de Sicília. Té dues germanes, Jordan, el gran, i Molly, la seva germana petita.
Va començar la seva carrera en la sèrie I Was a Sixth Grade Alien el 2001. El 2002, encarna el jove Chuck Barris, a Confessions d'un home perillós de George Clooney. Michael ha encarnat igualment George Michael Bluth en la Sèrie de televisió moltes vegades premiada, Arrested Development, durant tres temporades, abans que s'aturi. Ha aparegut en la segona temporada de Veronica Mars.
El novembre de 2007, animat el Saturday Night Live, però una part del seu esquetx no ha estat difós a la televisió, per la vaga del Sindicat de Guionistes dels Estats Units (2007-2008). Encara el 2007, és al repartiment de Juno, amb Ellen Page, pel·lícula en la qual interpreta Paulie Bleeker. És, el mateix any, al cartell de SuperGrave, comèdia de gran èxit escrita per Evan Goldberg i Seth Rogen.
El 2009, el seu primer relat Pinecone surt a edicions McSweeney's Quarterly.
El 2010, fa el personatge de Scott Pilgrim, un contrabaixista en un grup de rock que s'ha d'enfrontar amb terribles adversaris per conquerir qui estima, a la pel·lícula del mateix nom (Scott Pilgrim), adaptació d'un còmic.

## Filmografia
- 1998: Rolie Polie Olie (sèrie TV): Little Gizmo (veu)
- 1999: What Katy Did (TV): Dorry Carr
- 1999: I Was a Sixth Grade Alien (sèrie TV): Larrabe Hicks
- 1999: Switching Goals (TV): Taylor
- 2000: Custody of the Heart (TV): Johnny Raphael
- 2000: Ultimate G's: Zac Bernier
- 2000: Steal This Movie: America Hoffman, als 7-8 anys
- 2000: Frequency, de Gregory Hoblit: Gordy Jr., amb 10 anys
- 2001: The Familiar Stranger (TV): Ted Welsh, de jove
- 2001: My Louisiana Sky (TV): Jesse Wade Thompson
- 2001: Braceface (sèrie TV): Josh Spitz (veu)
- 2001: Walter and Henry (TV): Crying Kid
- 2001: I Was a Rat (fulletó Tv): Buzzer
- 2001: Stolen Miracle (TV): Brandon McKinley
- 2002: The Grubbs (sèrie TV): Mitch Grubb
- 2002: Rolie Polie Olie: The Great Defender of Fun (vídeo): Gizmo, de jove (veu)
- 2002: Confessions of a Dangerous Mind, de George Clooney: Chuck, de 8 a 11 anys
- 2003: Exit 9 (TV): Charles
- 2003: The Berenstain Bears (sèrie TV): Brother (veu)
- 2003: Arrested Development (sèrie TV): George-Michael Bluth
- 2005: Darling Darling: Harold
- 2005: Wayside School (TV): Todd
- 2005: Veronica Mars (sèrie TV) - Temporada 2 de Veronica Mars, episodi 16: Dean
- 2006: Howard Stern: The High School Years (sèrie TV): Howard Stern (veu)
- 2006: Clark and Michael (vídeo): Michael
- 2007: Parental Guidance Suggested: Fred
- 2007: Supersortits, de Greg Mottola: Evan
- 2007: Juno, de Jason Reitman: Paulie Bleeker
- 2008: Nick and Norah's Infinite Playlist: Nick
- 2008: Extreme Movie: Fred
- 2009: Paper Heart
- 2009: Any u, de Harold Ramis: "Oh."
- 2009: Youth in Revolt: Nick Twisp
- 2010: Scott Pilgrim vs. The World d'Edgar Wright: Scott Pilgrim
- 2017: Batman: La Lego pel·lícula (cinema)
- 2017: Molly's game
- 2022: Life & Beth[1]
- 2023: Barbie[2]

## Clip
- 2009: No You Don't d'Islands